# Peribatodes rometschi
Peribatodes rometschi är en fjärilsart som beskrevs av Schneider 1942. Peribatodes rometschi ingår i släktet Peribatodes och familjen mätare. Inga underarter finns listade i Catalogue of Life.